# Doug Roth
Douglas Keith Roth, detto Doug (Knoxville, 24 agosto 1967), è un ex cestista statunitense, professionista nella NBA e in Germania.

## Carriera
È stato selezionato dai Washington Bullets al secondo giro del Draft NBA 1989 (41ª scelta assoluta).

## Statistiche

### College
| Anno      | Squadra          | PG  | PT | MP   | TC%  | 3P%  | TL%  | RP  | AP  | PRP | SP  | PP  |
| --------- | ---------------- | --- | -- | ---- | ---- | ---- | ---- | --- | --- | --- | --- | --- |
| 1985-1986 | Tenn. Volunteers | 26  | 3  | 14,1 | 39,2 | -    | 84,6 | 2,2 | 0,5 | 0,3 | 0,7 | 3,3 |
| 1986-1987 | Tenn. Volunteers | 29  | 29 | 30,3 | 48,6 | 57,1 | 66,7 | 6,9 | 1,0 | 0,4 | 1,1 | 9,7 |
| 1987-1988 | Tenn. Volunteers | 29  | 21 | 20,1 | 42,0 | 36,0 | 61,1 | 4,9 | 1,3 | 0,4 | 1,2 | 6,9 |
| 1988-1989 | Tenn. Volunteers | 30  | 28 | 27,3 | 53,1 | 35,5 | 57,1 | 8,1 | 2,1 | 0,9 | 2,0 | 9,9 |
| Carriera  | Carriera         | 114 | 81 | 23,2 | 47,1 | 40,0 | 63,4 | 5,6 | 1,2 | 0,5 | 1,3 | 7,6 |

## Palmarès
- McDonald's All-American Game (1985)